# Pont sur l'Estampon
Le pont sur l'Estampon est un ouvrage d'art situé sur la commune de Roquefort, dans le département français des Landes. Il permet le franchissement de la rivière Estampon, qui lui donne son nom.

## Présentation
Le pont sur l'Estampon est ouvrage à six arches long de 60 mètres. Il est sur la route royale menant de Paris en Espagne via Bayonne. Conçu par l'ingénieur en chef des ponts et chaussées Jean-Sébastien Goury des Tuileries, il est inauguré en 1831, sous le règne de Louis Philippe.

## Événement
La 7e étape du Tour de France 2023 en provenance de Mont-de-Marsan passe par le pont sur l'Estampon en direction de  Bordeaux le 7 juillet 2023.

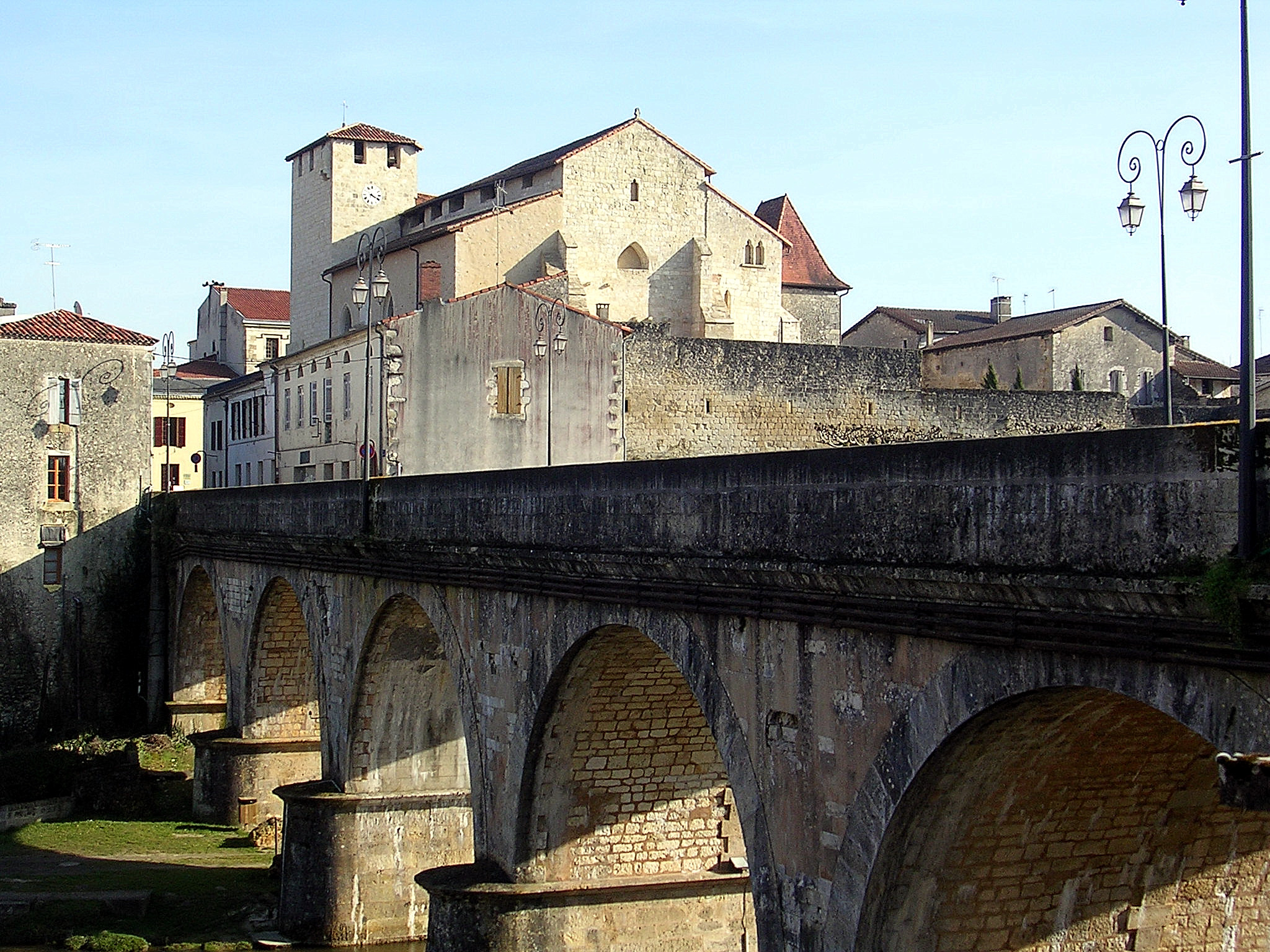
Pont conduisant au pied des remparts et de l'église Sainte-Marie de Roquefort
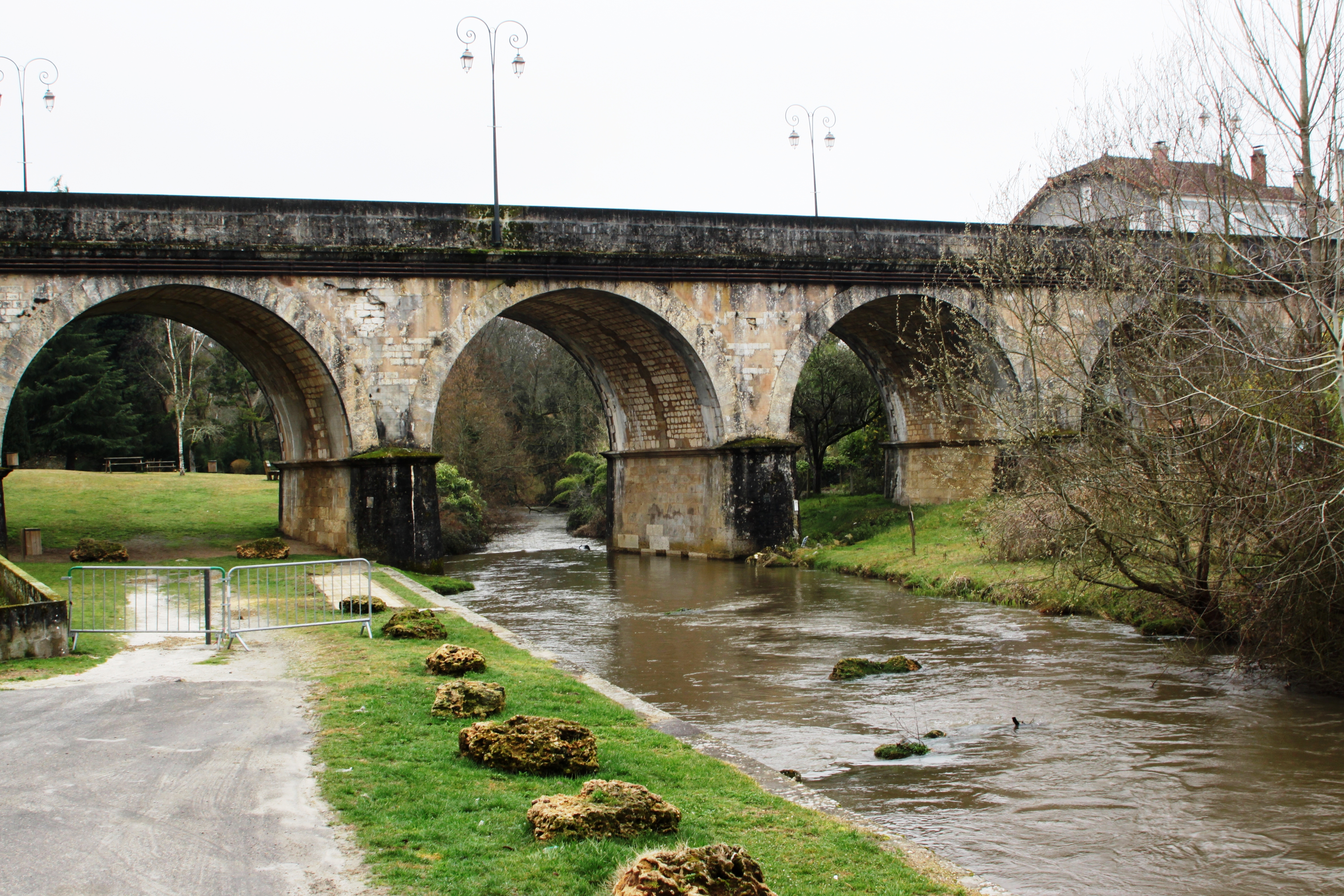
Estampon coulant au pied du pont
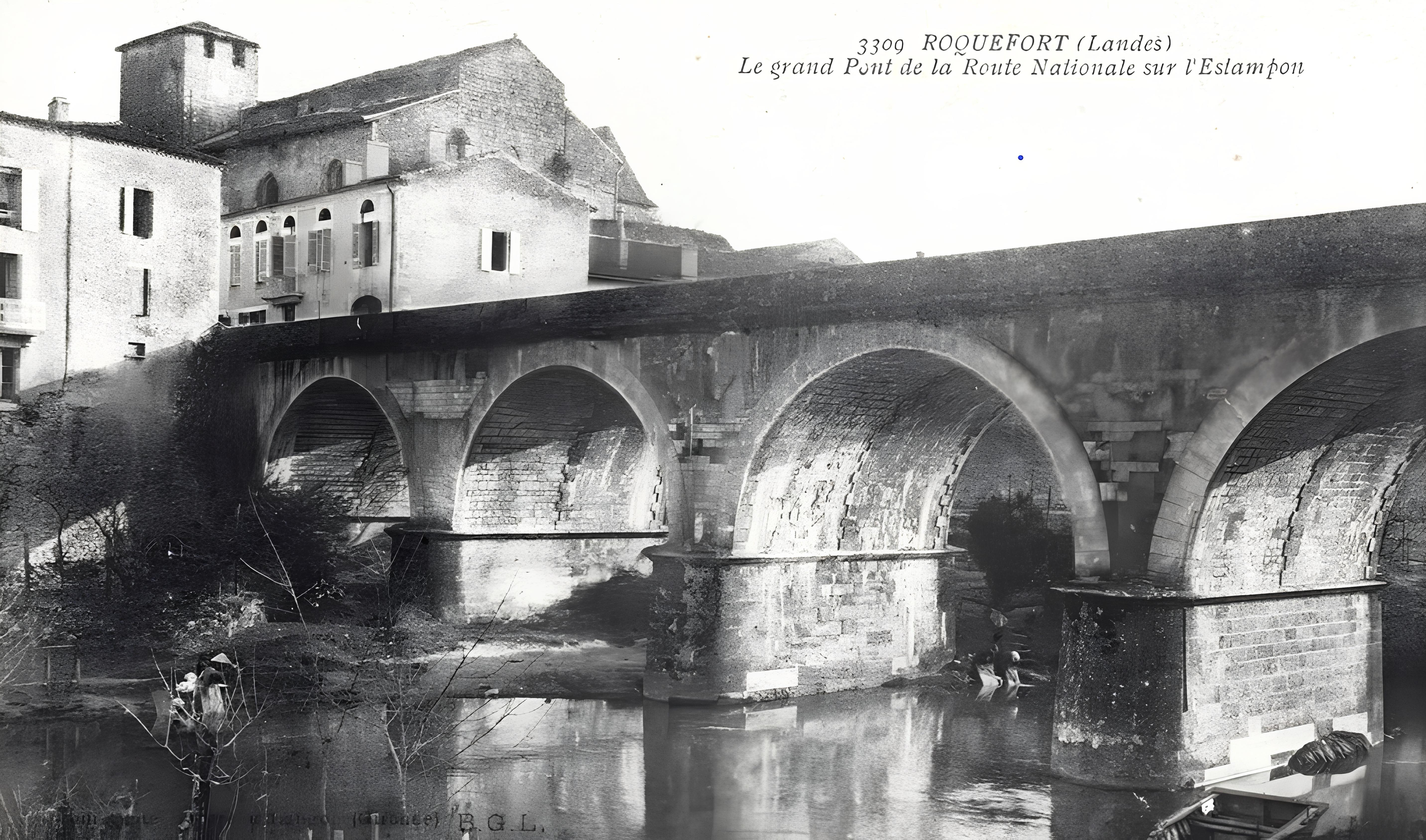
Carte postale ancienne